# Dragutin Šurbek
Dragutin Šurbek (8 de agosto de 1946 – 15 de julio de 2018) fue un jugador de tenis de mesa y entrenador croata.

## Carrera
Šurbek ganó dos Campeonatos del Mundo por parejas. Se colgó el oro en 1979 (con Antun Stipančić) y en 1983 (con Zoran Kalinić). En la competición individual, ganó el bronce en tres ocasiones (1971, 1973 y 1981).